# كنيسة القديس سيرجيوس (أم الرصاص)
كنيسة القديس سيرجيوس أو الكنيستين التوأم كنيسة أثرية، توجد داخل أسوار الحصن الروماني في أم الرصاص، الأردن. تشمل كنيستين صغيرتين هما «كنيسة الأنهار» و «كنيسة شجرة النخيل». يعود تاريخ المبنى إلى ما قبل الفتح الإسلامي للشام، وتحديدًا عام 586 م، حيث بُنيت بالفترة البيزنطية بالطراز البازيلكي. من خلال دراسة المخطط المعماري للكنيستين التوأم، يُلاحظ أن كنيسة الأنهار الشمالية قد تم بناؤها في مرحلة تسبق بناء كنيسة شجرة النخيل الجنوبية.

## المجمع الكنسي
لقد كشفت التنقيبات الأثرية التي بدأت في عام 1986 عن مجمع ديني يتألف من أربع كنائس، وكنيستين رصفت أرضياتهما بالفسيفساء، هما: كنيسة القديس سيرجيوس، وكنيسة القديس أسطفان، التي بُنيت في القرن الثامن ميلادي، ويفصل بينهما ساحة مكشوفة مبلطة حولت فيما بعد إلى كنيسة بإضافة حنية في الجدار الغربي وتعرف حاليا باسم كنيسة الباحة. كما كشف عن كنيسة الأسقف وائل التي تقع خارج جدار الحصن بلطت أرضيتها بالفسيفساء وأرخت إلى عام 586 م.
توجد داخل المجمع، أربعة أفنية: الفناء الشمالي الشرقي، الفناء الغربي، الفناء الشرقي، الفناء الجنوبي. يحيط بالمجمع ويلتف حوله سور يندمج احياناً مع جدران بعض فراغاته المعمارية كما هو الحال بالنسبة للجدار الشمالي لكنيسة الاسقف يرجيوس.

## وصلات خارجية
- من ذاكرة المكان الأردني | جريدة الدستور
- فسيفساء من كنيسة القديس سيرجيوس
- صور لكنائس تحمل اسم القديس سيرجيوس في مختلف أنحاء العالم